# Kompresja obrazów rastrowych
Kompresja obrazów rastrowych – zmniejszenie rozmiaru plików graficznych poprzez zmniejszenie ich objętości. Kompresja może być bezstratna i stratna. Kompresja obrazów rastrowych wykonywana jest dlatego, że obrazy zapisane w 24- lub 32-bitowej głębi o dużej rozdzielczości zajmują dużo miejsca, co utrudnia przesyłanie ich pocztą elektroniczną, publikowanie w Internecie bądź zapisanie na różnego rodzaju nośnikach danych. 